# Friedrich von Zglinicki (General)
Karl Friedrich Pruss von Zglinicki (* 25. Februar 1818 in Trier; † 1. Oktober 1886 in Weimar) war ein preußischer Generalmajor und Kommandant von  Glogau.

## Leben

### Herkunft
Friedrich war der Sohn des gleichnamigen preußischen Majors und sachsen-weimarischen Kammerherrn, Friedrich von Zglinicki (1781–1858) und dessen Ehefrau Ulrike, geborene von der Marwitz (1801–1893).

### Werdegang
Zglinicki besuchte die Ritterakademie in Liegnitz und trat am 28. August 1834 als Füsilier in das 8. Infanterie-Regiment (genannt Leib-Infanterie-Regiment) der Preußischen Armee in Frankfurt (Oder) ein. Bis Mitte Februar 1837 avancierte er zum Sekondeleutnant und war von August 1842 bis Februar 1846 als Lehrer an die Divisionsschule der 5. Division kommandiert. Vom 1. April 1847 bis zum 31. Juli 1850 folgte seine Kommandierung als Adjutant und Rechnungsführer beim II. Bataillon im 8. Landwehr-Regiment in Soldin. Zwischenzeitlich nahm Zglinicki 1849 mit seinem Stammregiment während der Niederschlagung der Badischen Revolution an der Belagerung der Festung Rastatt teil. Nach einer kurzen Tätigkeit als Kompanieführer beim IV. Bataillon seines Regiments wurde er von März 1851 bis Dezember 1852 erneut zum II. Bataillon im 8. Landwehr-Regiment kommandiert und stieg Anfang Mai 1851 zum Premierleutnant auf. Daran schlossen sich weitere Kommandierungen von Januar 1853 bis Dezember 1854 beim 3. kombinierten Reserve-Bataillon und von Februar 1855 bis März 1858 beim III. Bataillon im 8. Landwehr-Regiment in Landsberg an der Warthe an. Zglinicki rückte Anfang September 1854 zum Hauptmann auf, wurde am 6. März 1858 zum Kompaniechef in seinem Stammregiment ernannt und war vom 1. Juni bis zum 31. Juli 1859 als Kompanieführer beim I. Bataillon im 8. Landwehr-Regiment in Frankfurt (Oder) kommandiert. Dieses bildete den Stamm des am 5. Mai 1860 errichteten 8. kombinierten Infanterie-Regiments, aus dem das 5. Brandenburgische Infanterie-Regiment Nr. 48 hervorging.
Zum 23. Februar 1861 wurde Zglinicki in dieses Regiment versetzt und zu Ausbildungszwecken von Mitte April bis Ende September 1862 zum Lehr-Infanterie-Regiment kommandiert. Er avancierte Ende März 1863 zum Major und wurde am 17. April 1864 Kommandeur des Füsilier-Bataillon, mit dem er während des Deutsch-Dänischen Krieges Fehmarn einnahm. Dafür wurde er am 5. Juli 1864 mit dem Roten Adlerorden VI. Klasse mit Schwertern ausgezeichnet. Während des Krieges gegen Österreich kämpfte er 1866 bei Gitschin und Königgrätz. Für sein Wirken erhielt er am 20. September den Kronen-Orden III. Klasse mit Schwertern und wurde am 31. Dezember 1866 mit Patent vom 30. Oktober 1866 zum Oberstleutnant befördert.
Nach dem Krieg wurde er am 18. Juni 1869 unter Beförderung zum Oberst als Kommandeur des 4. Magdeburgischen Infanterie-Regiments Nr. 67 nach Halberstadt versetzt. Während des Krieges gegen Frankreich kämpfte er 1870/71 in der Schlacht bei Gravelotte und erwarb bei der Belagerung von Metz das Eiserne Kreuz II. Klasse. Ferner nahm an der Belagerung von Belfort, den Gefechten bei Arcey, Villiers, Le Haut, Taillies sowie der Erstürmung von Pérouse und Fort des Hautes Perches teil. Dafür erhielt er das Eiserne Kreuz I. Klasse.
Nach dem Krieg wurde Zglinicki unter Stellung à la suite seines Regiments am 20. Januar 1873 zum Kommandanten von Glogau ernannt und am 2. September 1873 zum Generalmajor befördert. In dieser Stellung erhielt er am 18. September 1875 den Roten Adlerorden II. Klasse mit Eichenlaub und Schwertern am Ringe. Unter Verleihung des Sterns zum Kronen-Orden II. Klasse mit Schwertern wurde Zglinicki am 9. Oktober 1877 mit Pension zur Disposition gestellt. Er starb am 1. Oktober 1886 in Weimar.
In seiner Beurteilung schrieb der Major Heuduck im Jahr 1847: Besitzt geistige Anlagen, körperliche Gewandtheit und praktisches Geschick. Mit sittlicher Führung verbindet er ein anständiges und gewandtes Benehmen. Er ist eifrig im Dienst, bedarf aber noch längerer Übung, um den Geschäften als Adjutant und Rechnungsführer vollkommen gewachsen zu sein.

### Familie
Zglinicki heiratete am 10. April 1855 in Küstrin Henriette Wolff (1830–1888). Das Paar hatte mehrere Kinder:
- Anna (1856–1897) ⚭ 1881 Arwied Ritter und Edler von Oetinger (* 1849)[2]
- Max (1857–1915), preußischer Generalmajor ⚭ Elisabeth Brüggemann (* 1866)
- Hedwig (* 1861) ⚭ 1902 Ludwig Plate (1862–1937), Professor in Jena
- Friedrich (1862–1936), Oberst a. D. ⚭ 1897 Elisabeth Charlotte Schulz (* 1873)
- William (1864–1922), preußischer Generalleutnant ⚭ 1894 Else Atzpodien (* 1868)